# Francisco Flores García
Francisco Flores García (Málaga, 30 de junio de 1844-Madrid, 5 de abril de 1917) fue un dramaturgo, libretista de zarzuela, periodista y poeta español. 

## Biografía

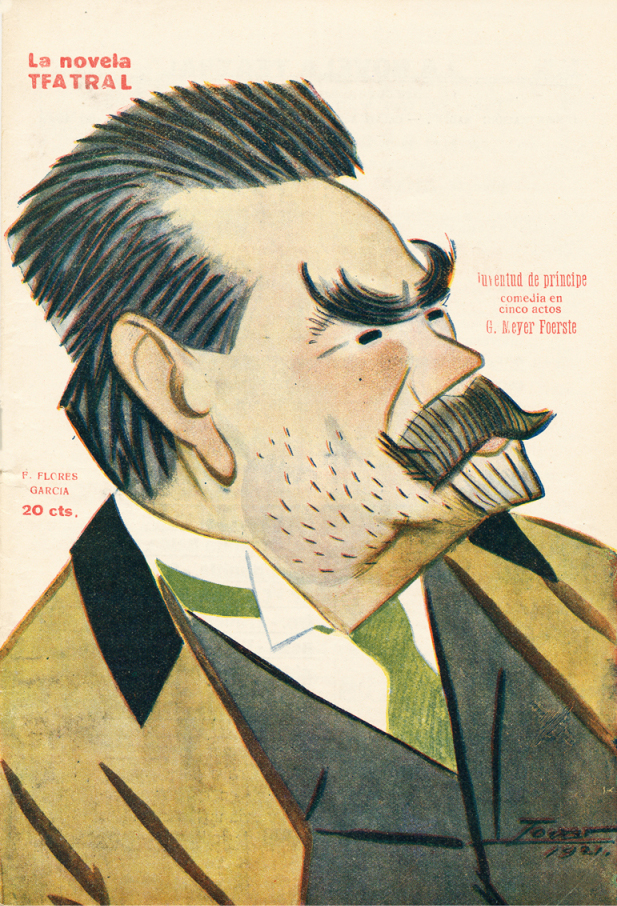
Caricaturizado por Tovar (1921)

Nacido en Málaga el 30 de junio de 1846 en una familia humilde y sin muchos recursos, en su juventud marchó a Francia pero tuvo que volver a España. Era de ideología republicana y ejerció como gobernador civil de Ciudad Real durante la Primera República, además de ser director artístico del Teatro Lara. Participó en distintos periódicos y revistas de la época, como El Nuevo Día —periódico malagueño del que fue fundador— El Combate —junto a José Paúl y Angulo—, La Ilustración Republicana Federal, El Pueblo, La Discusión, La Igualdad, El Liberal, El Imparcial, La Ilustración Ibérica o Madrid Cómico, en los que usó distintos pseudónimos para firmar sus artículos, entre los que se encontraban los de «Córcholis», «Sansón Carrasco» y «Diego de la Fuente».
Entre sus obras se encuentran Las parrandas, Navegar a todos los vientos, El nacimiento de Tirso, Viruelas locas, Un defecto, Llevar la corriente, Receta contra el suicidio, La madre de la criatura, Galeotito, Guzmán el Malo, El primer actor, Una doncella de encargo o Meterse en Honduras. Muchos de sus textos son libretos de obras líricas del teatro por horas escritas en colaboración con una larga nómina de compositores de su generación como Luis Arnedo, Apolinar Brull, José Cabas Galván, José Cabas Quiles, Casimiro Espino, Josep Fayós, Manuel Fernández Caballero, Gerónimo Giménez, Isidoro Hernández, Tomás Reig y Ángel Rubio.
Fue arrollado en Madrid por un tren en la estación del Mediodía al intentar cruzar un tramo de vía, el 5 de abril de 1917. Flores García esperaba en la estación la llegada desde Barcelona de su amigo el actor Enrique Borrás. Falleció ese mismo día y fue enterrado a las 3 de la tarde del 8 de abril en la Sacramental de Santa María.